# Pelourinho da Aguieira
O Pelourinho da Aguieira situa-se em Aguieira, na atual freguesia de Carvalhal Redondo e Aguieira, município de Nelas. Datado de 1540, o pelourinho actual foi reconstruído com algumas pedras do anterior e foi inaugurado em 1939.
Está classificado como Imóvel de Interesse Público desde 1933.